# Калашник, Яков Петрович
Яков Петрович Калашник (23 мая 1927 года — 5 ноября 1967 года) — советский украинский художник, член Союза художников Украины (1967).

## Биография
Яков Калашник родился 23 мая 1927 года в украинском селе Листопадово. С 16 лет вместе с отцом участвовал в Великой Отечественной войне, состоял в партизанском движении. После войны учился в школе фабрично-заводского ученичества, работал токарем на заводе.
В 1946—1951 годах учился в Одесском художественном училище, в 1952—1959 годах — в Латвийской академии художеств в Риге (учителя — Ото Скулме и Эдуард Калнынь).
В 1952—1962 годах преподавал в Днепропетровском художественном училище (ныне — Днепропетровский государственный театрально-художественный колледж). Принимал участие в многочисленных выставках, в частности, во Всесоюзной выставке 1966 года и художественных выставках в Польше и Финляндии.
Воспитал ряд украинских художников XX века, в частности, Феодосия Гуменюка, Михаила Надеждина, Владимира Волохова, Виктора Загубибатько.
Яков Петрович Калашник умер 5 ноября 1967 года из-за неизлечимой болезни. Похоронен в Листопадово. В его честь в селе названа улица. В 1969 году была организована посмертная выставка его работ в Днепропетровске. К 85-летию со дня рождения художника в Кировоградском областном художественном музее открылась экспозиция его произведений «Мастер этюдов».

## Работы
- «Блакитне озеро» (1957),
- «Плотогони» (1959),
- «Лісоруби» (1959),
- «Любов» (1961),
- «Одна ніч війни» (1965),
- «У блакитному краю» (1967),
- «Маки» (1967).